# Sekundærrute 153
De Sekundærrute 153 is een secundaire weg in Denemarken. De weg loopt van Vordingborg via Guldborg, Sakskøbing, Maribo en Rødby naar Rødbyhavn. De Sekundærrute 153 loopt over de eilanden Seeland, Masnedø, Falster en Lolland en is ongeveer 60 kilometer lang.

## Geschiedenis
De Sekundærrute 153 was oorspronkelijk onderdeel van de E47 tussen Kopenhagen en Rødbyhavn. Na de aanleg van de Sydmotorvejen kwam de E47 over de nieuwe autosnelweg te lopen. De oude E47 werd tussen Kopenhagen en Vordingborg afgewaardeerd naar Sekundærrute 151 en tussen Vordingborg en Rødbyhavn naar Sekundærrute 153.